# Шубині Стави
Шубині Стави́ — село в Україні, у Водяницькій сільська громада Звенигородському районі Черкаської області. У селі мешкає 698 людей.

## Коротка характеристика
Села Шубині Стави та Михайлівка Звенигородського району Черкаської області розміщені в ярах та долинах на витоках безіменних струмків, які належать до басейну річки Гнилий Тікач, на захід від колишнього районного центру смт. Лисянка. Межують з селами Звенигородського району: на захід з селом Рубаний Міст, на північ — з селом Товсті Роги, на північному сході — з селом Босівка, на сході — з селом Яблунівка, на південному сході — з селом Кучківка. На півдні — з селом Чемериське Звенигородського району.

## Географія
Село Шубині Стави розташоване в центральній частині Черкаської області, в межах Звенигородського району. Місцевість характеризується хвилястим рельєфом, типовим для Лісостепу України, з чергуванням пагорбів і невеликих долин.
У минулому навколо села простягалися великі діброви. Ліси займали східні, південні та південно-східні околиці села. Серед них — Васютинський, Кащенецький, Студенецький та Мамонів ліс, назви яких походять від прізвищ власників хуторів, що колись розташовувалися поблизу. Один з таких хуторів — Михайлівка — досі існує, хоча кількість мешканців суттєво зменшилась: нині там проживає лише близько 8 осіб.
Ґрунти у цій місцевості переважно чорноземні, родючі, що сприяє розвитку сільського господарства. Під потужним шаром чорнозему залягають різноманітні корисні копалини — зокрема бентонітові глини, пісок, лабрадорит, а також товщі міжпластових підземних вод.
Клімат — помірно континентальний: з теплим літом і помірно холодною зимою. Середньорічна температура становить близько +8 °C, середня температура липня — +20 °C, січня — −5 °C. Річна кількість опадів — близько 500–600 мм.
Поблизу села протікають невеликі струмки, які є притоками річки Гнилий Тікич. На околицях розташовані ставки, які використовуються для риборозведення та зрошення.
За даними «Регіональної доповіді про стан навколишнього природного середовища в Черкаській області» (2021), у селі не зафіксовано об'єктів, що мають значний негативний вплив на довкілля. Актуальними залишаються питання утилізації твердих побутових відходів та охорони водних ресурсів.

## Економіка
Економіка села базується переважно на сільському господарстві. Основними напрямками є вирощування зернових культур (пшениця, кукурудза) та технічних культур (соняшник, ріпак).
У селі зареєстровано кілька фермерських господарств, зокрема СФГ «Юлія», засноване 2002 року. Господарство спеціалізується на вирощуванні кукурудзи на площі 11 га.
Також діє сільськогосподарський обслуговуючий кооператив «Суховій», який надає послуги з сушіння зерна та зберігання сільськогосподарської продукції.
Наявність родючих ґрунтів та сприятливих кліматичних умов створює потенціал для розвитку аграрного сектору та залучення інвестицій.

## Освіта
У селі функціонує Шубинська загальноосвітня школа І–ІІ ступенів, яка забезпечує базову середню освіту для місцевих дітей. Школа є осередком освітнього та культурного життя громади, де проводяться різноманітні заходи, спрямовані на розвиток учнів.

## Історія
Існують перекази про історію села :
Шубині стави — села за 7 верстов від містечка Виноград і в 5 від Босівки при безіменному струмку. Населення обох полів 1512. За переказами за 200 років це був хутір, який був у власності боярського жителя Шуби. Село тягнеться на просторах 3-х кілометрів між горами. У селян дуже добрі фруктові сади. Кругом села дубовий старий ліс. Церква — дерев'яна, на ім'я Архангела Михаїла, побудована в минулому XVIII столітті, але не відомо в якому році. За штатом належить до п'ятого класу, землі має 38 десятин.
Існує другий переказ старожилів, в якому розповідається:
В давнину, десь 350 років, в цій місцевості, де тепер село Шубині Стави, був збірний пункт населення навколишньої місцевості у випадках нападів ворогів: турків, татар й ін. Місцевість була лісиста і болотиста.
Керівником збірного пункту був козак по прізвищу Шуба. Звук дзвону із Звени Гори /Звенигородка/ повідомляє про напад ворогів. Шуба командував прибулими селянами. Діяв самостійно, коли були невеликі сили або вів загін у район Звенигородки для з'єднання з головними силами, при підході численного ворога. За переказами Шуба залишився тут жити. З ряду природних водоймищ було зроблено більше десяти ставків, які були власністю Шуби.
Важко сказати, який із цих переказів достовірний, але факт, що назва села пов'язана з ім'ям Шуба і ставків. З вищесказаного можна зробити висновок, що назва села виникла у XVI столітті.
Село Шубині стави знаходилося на сумнозвісному Чорному шляху, по якому татари проникали в Україну. Пробиваючись повз Звенигородське і Лисянське укріплення, вони чинили набіги на центральні і північні території. Для запобігання цьому між фортецями створювали ланцюжок редутів, які пізніше перетворювалися на села. Редут зазвичай розташовувався на горі або між ярами, яри затоплювалися ставами, у разі критичної облоги зі ставів спускалася вода затоплюючи численні орди супротивника. Така тактика застосовувалася на більшій частині так званої козацької України. Доказом того що це були саме оборонні стави, служить легенда про козака який їх гатив (не пан чи барин), і розташування самого села.
Села лежали на знаменитому, своїм минулим, шляху, Лисянка-Умань. Цей шлях проходив через північно-західну окраїну сіл. По ньому проходили і діяли загони Максима Кривоноса, Івана Богуна та інших сподвижників Богдана Хмельницького. Не раз цим шляхом проходили загони Максима Залізняка та інших ватажків селянських загонів, які виступали проти національно-релігійного і соціального гніту періоду «Коліївщини». За переказами і жителі села брали участь у цій боротьбі. Також відомо, що поблизу села проходив стародавній чумацький шлях, від якого залишилися лише древні, посаджені чумаками, верби. Старожили переказують що буцімто на повороті, котрий веде із містечка Виноград на Рубаний міст, над струмком, стояла колись корчма, у якій зупинялися чумаки, саме у тій корчмі, за переказами, були страчені останні гайдамаки-втікачі.
На початку XX століття село Шубині стави мало 452 двори, жителів 2337 осіб, землі — 2046 десятин. Господарство велося за трипільською системою. На фермі було 775 десятин, які були в оренді у дворянина Климентія Адамовича Хайновського, а потім у його сина Броніслава Хайновського. З 452 дворів, 25 було заможних селян, 100 середняцьких і 327 бідняцьких… В селі Шубині Стави земля оброблялась дерев'яними
плугами та дерев'яними боронами. Господарство в селі велося майже натуральне. Одяг, взуття, продукти харчування майже все виготовляли самі селяни. Селяни розводили овець. З вовни ткали сукно з якого шили собі верхній одяг. Сіяли коноплі і льон, які обробляли вручну. Виробляли з конопель і льону спідній, а іноді і верхній одяг.
В селі була церковно-приходська школа, збудована в 1892 році. В школі навчалися переважно діти заможних селян. Діти бідних селян не мали можливості і бажання вчитися. Більшість селян були не грамотні.
В XX століття село увійшло з розладнаним господарством. Перша світова війна забрала з села майже всіх чоловіків, де вони перебували 3-4 роки. Багато з них не повернулися з війни (близько 100 осіб). Частина з тих, що повернулися були інвалідами і «простуженими», як їх тоді називали. В час війни вели своє господарство жінки, діти та старі.
У 1917 році село входить до складу Української Народної Республіки.
Відразу ж після Жовтневого перевороту в Росії у село повернувся член ВКП(б) Кривенко Василь Никонович, який став політичним керівником Виноградського волосного ревкому. Часто він наїжджав у село і проводив роботу по здійсненню державного перевороту і встановленню Радянської влади у селі. До першого ревкому села входили: Багателя Петро Юменович, Поліщук Степан Іванович, Бондаренко Андрій.
У 1918 році Виноградський ревком став центром створення більшовицького загону, політичним керівником якого став Василь Кривенко. Загін увійшов до складу бригади, а потім дивізії Щорса. До складу цього загону входили, в тому числі, уродженці села. Серед яких були: Кривенко Василь Никонович, Багателя Петро Юменович, Нищук Степан Максимович, Чорноус Сергій Мусійович, Кривенко Віктор Никонович та інші.
Внаслідок поразки Української революції село надовго окуповане більшовицькими загарбниками.
В 1922—1923 роках почав працювати Бужанський цукровий завод. За здані цукрові буряки селяни одержували гроші. В селі з'явився одяг з фабричної матерії. Як і до перевороту, з'явився збут товарного хліба.
Комсомольська організація була створена в селі в 1924 році. Першими комсомольцями на селі були: Багателя Г. С., Бебешко О. В., Плахтієнко Ф. С., Ігнатенко П. М., Константинівська Н. та інші.
З 1927 року в селі була створена партгрупа, яку очолив Костенко І. О. В 1928 році партгрупа поповнилась комуністами: Драчук І. П., Веремієнко В. К., Дяченко Ф. Й. та Нищук С. М.
В 1930 році організувався колгосп «Злагода», який об'єднував майже все село. Головою колгоспу було обрано завідувача початковою школою Плахтієнко Тимофія Степановича. Головою сільської ради в час створення колгоспу був Костенко Іван Олексійович, який діяв активно і вміло використовував владу. У 1931 році на базі колгоспу «Злагода» було організовано три колгоспи: «Злагода», «Жовтень» та ім. Чубаря. У 1934 році ці колгоспи об'єдналися в колгосп імені Ворошилова в селі та колгосп «Ударник» на хуторі Михайлівка.
Колективізація на селі наштовхнулася на шалений спротив українського селянства. Як відомо з радянських джерел, були підпали будинків, погрози вбивства тим, що йшли в колгосп. Окупаційна радянська влада, не цураючись жодних засобів для упокорення українців, в 1932 році розпочала Голодомор. Внаслідок сталінського геноциду було зламано хребет українському антирадянському опору на селі.
Після Голодомору колгосп імені Ворошилова посідав одне з перших місць в Буцькому районі. Початкова школа була реорганізована в семирічну. Багато дітей почали навчатись у середніх і вищих спеціальних навчальних закладах.
У 1941 році розпочалася Німецько-радянська війна. На період від осені 1941 року до березня 1944 року московсько-більшовицький окупант замінився німецько-нацистським. Обидва окупанти чинили страхітливі звірства. Зокрема, німцями було вбито і замучено понад 120 мешканців села. Переважна більшість молоді була відправлена в Німеччину на роботи, що врятувало їм життя уникнувши тотальної примусової мобілізації до окупаційної Червоної армії на початку 1944 року, частина з яких не повернулась. Село входило в район «Корсунь-Шевченківської операції» 24 січня-17 лютого 1944 р. Під час прориву німецьких військ через село проходила перша танкова дивізія Третього Рейху, що обстрілювалася залповою та реактивною артилерією СРСР. Не залишаючи фактично каменю на камені. Під час операції село було зрівняне з землею, перетворене з лісової на степову зону, впродовж двох років спалена земля не давала врожаю, через що був страшний голод. Понад 300 мешканців села взяло участь у війні на боці СРСР як примусово мобілізовані до Червоної Армії та радянських партизан, з них понад 100 загинули на фронті. За період боїв у селах Шубині Стави та Михайлівка, їх околицях загинуло понад 220 уродженців Шубиних Ставків, які поховані у двох братських могилах, на яких у 1954 році радянською владою споруджено пам'ятники.
Німецькі націонал-соціалісти нанесли селу величезних збитків. В час німецької окупації майже половину села було спалено та зруйновано. Село мало вигляд згарища. Були знищені всі колгоспні отари та сільськогосподарський інвентар, а також майже все, що було в особистому користуванні колгоспників.
Труднощі після Німецько-радянської війни скоро були ліквідовані. У 1950 році на базі двох колгоспів ім. Ворошилова та
колгоспу «Ударник» на хуторі Михайлівка було створено об'єднаний колгосп ім. Ворошилова, який в 1955 році був перейменований на колгосп
ім. Свердлова.
У 1960 році колгосп став четвертим відділком радгоспу імені «13-річчя Жовтня». На 1964 рік село Шубині Стави було найбільшим відділенням радгоспу. В селі було 596 дворів, 1600 жителів, землі 2917 га, яких орної 2306 га. У відділенні було: 21 трактор, 16 автомашин, 14
різних комбайнів та багато іншого сільськогосподарського інвентаря. У відділенні налічувалось 6 капітальних скотних дворів, дві тисячі голів свиней, 1200 голів великої рогатої худоби, з них 336 корів. Четверте відділення радгоспу є рентабельним господарством.
План врожайності всіх сільськогосподарських культур за 1964 рік виконаний. Село повністю електрифіковане і радіофіковане. В селі повністю ліквідовано неписьменність.
На початку 1967 року в селі створено самостійний радгосп «50-річчя Жовтня». По радгоспу планується будівництво на 1968—1969 роки
на суму 504350 крб., в тому числі Будинок культури на 225000 крб., їдальня на 60000 крб., 8-ми квартирний будинок на суму 42000 крб. та
інші об'єкти.
В 1968 році мало бути закінчено будівництво двоповерхової восьмирічної школи на 320 місць, де станом на 1967 рік навчалося 96 дітей.

## Населення
Згідно з переписом УРСР 1989 року чисельність наявного населення села становила 871 особа, з яких 396 чоловіків та 475 жінок.
За переписом населення України 2001 року в селі мешкало 747 осіб.

### Мова
Розподіл населення за рідною мовою за даними перепису 2001 року:
| Мова       | Відсоток |
| ---------- | -------- |
| українська | 97,88 %  |
| російська  | 1,19 %   |
| молдовська | 0,53 %   |
| румунська  | 0,26 %   |